# Sebastián García Díaz
Sebastián García Díaz (Sevilla, España; 18 de abril de 1924 - 14 de octubre 1987) fue catedrático de Patología y Clínica Quirúrgica en la Universidad de Sevilla. Además, fue vicerrector de la Real Academia de Buenas Letras, miembro de la Real Academia de Medicina,  decano de la facultad de Medicina de la Universidad de Sevilla (1974-1977), presidente del American College of Chest Physicians, miembro de la Societé Chirurgie del American College of Surgeons, fundador del Collegium Internationale Chirurgie Digestivae y profesor extraordinario de la Facultad de Medicina de Valencia (Venezuela). 

## Biografía
Hijo de Manuela Díaz Tresgallo y Sebastián García Bravo-Ferrer, nació en el barrio de San Julián de la capital hispalense, donde transcurre sus primeros años al igual que las temporadas que pasaba en la sierra onubense del Andévalo y en la Sierra de Estepa, lugares que marcaron claramente sus experiencias infantiles y adolescentes. 
Estudió sus primeras etapas escolares en el colegio de los Carmelitas y colegio de los Hermanos Maristas (Sevilla), y comenzó sus estudios universitarios en el Hospital de las Cinco Llagas obteniendo el premio extraordinario de licenciatura. En el verano de 1948 termina su carrera de medicina y comienza su vida profesional como médico. En 1957 se convierte en el catedrático más joven de España en ese momento cuando aceptó la catedra de su especialidad en la Universidad de Zaragoza. En 1959 regresa a Sevilla como catedrático de Patología y Clínica Quirúrgica. Igualmente, cumplimentó su formación académica en Madrid, Estrasburgo, Marsella, Düsseldorf, Londres y Paris. 
Digno de mencionarse es, asimismo, su labor en el Hospital Universitario donde organizó los servicios de Cirugía Torácica, Cardiovascular, Digestiva, Urológica, Plástica, Infantil, Traumatología y Ortopedia. 
Ingresó, en 1966, en la Real Academia de Buenas Letras de Sevilla cuyo discurso de ingreso se tituló Ciencia, verdad y espíritu en Alexis Carrel. Discurso y en 1975 ingresa en la Real Academia de Medicina de Sevilla con el discurso Presente y horizonte de la cirugía.

### Faceta Cofrade
Aparte de su labor como médico y científico, formó parte de la Hermandad del Valle desde el 13 de abril de 1930 de la cual llegó a ser Hermano Mayor en dos ocasiones y Pregonero de la Semana Santa de Sevilla en 1962. Consiguió el traslado de dicha Hermandad desde la Iglesia del Santo Ángel a la iglesia de la Anunciación que hubo de ser rehabilitada con la colaboración de D. Florentino Pérez-Embid como director general de Bellas Artes y D. Rafael Manzano, arquitecto-conservador de los Reales Alcázares de Sevilla y restaurador.  

## Publicaciones
Fue autor de numerosas obras de ensayo, publicadas en vida y de forma póstuma, como: 
- La cirugía, la universidad y el cirujano (1958),
- Las Siete Palabras (1972) escrito junto a Álvarez Ossorio et al.
- La muerte: ensayo en claves andaluzas (1981),
- Escritos en Sevilla (1989)
- Saber para servir (1991)

## Distinciones
- Miembro Real Academia de Buenas Letras de Sevilla (1966)
- Miembro Real Academia de Medicina de Sevilla (1975)